# Lazuri de Beiuș, Bihor
Lazuri de Beiuș este satul de reședință al comunei cu același nume din județul Bihor, Crișana, România.
Așezată pe cursul superior al Crișului Negru, între municipiul Beiuș și orașul Ștei, comuna Lazuri de Beiuș are în componență patru sate: Lazuri de Beiuș, satul de reședință, Băleni, Cusuiuș și Hinchiriș. Se învecinează la sud-sud-est cu comuna Rieni, la nord-est cu comuna Drăgănești, iar la nord-nord-vest cu comuna Tărcaia.